# Rhipidomys venezuelae
Rhipidomys venezuelae és una espècie de mamífer rosegador de la família dels cricètids. Viu a l'est de Colòmbia, el nord i l'est de Veneçuela i Trinitat i Tobago. Es tracta d'un animal arborícola. Els seus hàbitats naturals són els boscos montans primaris i els boscos secs. És una espècie en risc mínim, és a dir, no sembla que hi hagi cap amenaça significativa per a la seva supervivència.